# Внешняя политика Греции
В своей внешней политике Греция придерживается международных законов, отказывается от силовых методов в решении проблем, поддерживает продвижение коллективных систем безопасности и мирного урегулирования международных конфликтов, принимает участие в борьбе с терроризмом.

## Дипломатические отношения

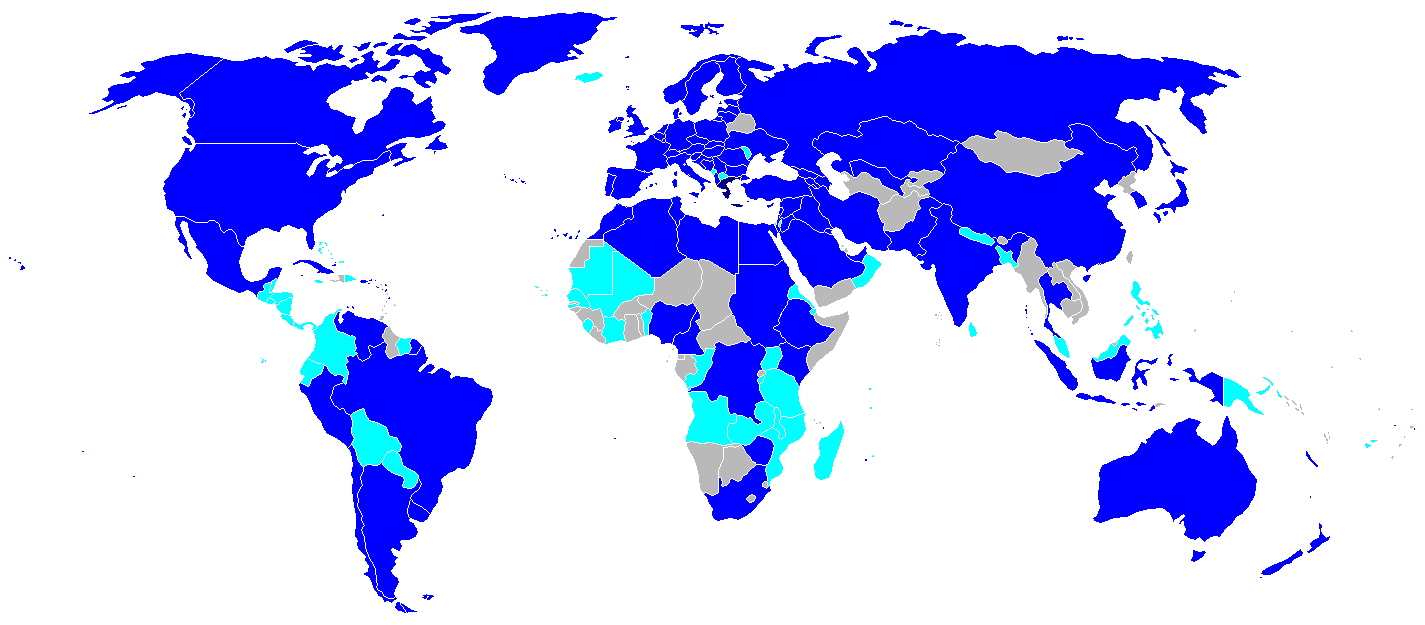
Дипломатические отношения Греции:
уровень посольства
уровень консульства

## Основные проблемы
До сих пор проблемными и неурегулированными вопросами во внешней политике Греции остаются Кипрский и Эгейский конфликты по поводу соответственно оккупации Кипра и делимитации Эгейского моря с Турцией, а также Македонский вопрос из-за территориальных и историко-культурных претензий Республики Македонии.

### Кипрский конфликт
Кипрский конфликт вызван турецким вторжением 1974 года и оккупацией северной части Кипра, которая принудительно разделила население, превратила тысячи греков-киприотов в беженцев. 15 ноября 1983 года была провозглашена Турецкая Республика Северного Кипра, признанная только Турцией, в то же время международное сообщество, в частности ООН, до сих пор считает эту территорию оккупированной Турцией. После обретения независимости от Великобритании, греки-киприоты три раза голосовали на референдуме по вопросу присоединения к Греции. Около 90 % избирателей высказалось за присоединение. Однако Греция всё время отказывала в воссоединении, ссылаясь на условия договора о независимости.

### Эгейский конфликт
Эгейский конфликт — основной камень преткновения в греко-турецких отношениях с начала 1970-х годов. Неурегулированными остаются вопросы: делимитации территориальных вод, национального воздушного пространства, исключительных экономических зон и использования континентального шельфа, районов полётной информации (FIR), споры по уже демилитаризованному статусу, присвоенного некоторым из греческих островов в этом районе, турецкие претензии «серых зон» неопределённого суверенитета над многочисленными незаселёнными маленькими островками, в первую очередь острова Имиа (Кардак). В то же время Греция в Хельсинки в декабре 1999 года играла активную роль в предоставлении Турции статуса кандидата на вступление в ЕС. В 2010 году премьер-министр Турции Реджеп Эрдоган с несколькими министрами посетил с официальным визитом Афины. Проведённые переговоры, по мнению аналитиков, стали проявлением определённого потепления в отношениях между государствами, а глава МИД Турции Ахмет Давутоглу заявил, что турецкое правительство работает над созданием «атмосферы психологических перемен» в отношениях между двумя странами.

### Македонский вопрос
Македонский вопрос особенно остро встал в начале 1990-х годов в отношениях между Грецией и новообразованной Республикой Македонией. Греция долго не признавала эту страну по нескольких причинах. Во-первых, особенно в первые годы своей независимости, Республика Македония вела активную пропаганду создания независимого государства не в бывшей югославской республике, а в пределах исторической области Македония, которая включает части территорий современных государств: Сербии, Болгарии и Греции. Столицей этого государства должен стать греческий город Салоники, даже на банкноте македонского денара изображался символ Салоник — Белая башня. В столице Республики Македонии Скопье именем Александра Македонского назван международный аэропорт, главная площадь города названа Македонской, где также установят огромный памятник Александру. В общем македонские историки ставят под сомнение и греческий характер Древней Македонии. Поэтому едва ли не наибольшую обеспокоенность в Греции вызывает переиначенная национальная история Республики Македонии. Греция настаивает на использовании официального названия, признанного ООН, — Бывшая Югославская Республика Македония — и блокирует вступление Республики Македонии в ЕС и НАТО, пока не будет согласовано новое имя для этого государства на продолжающихся переговорах, идущих под эгидой ООН. 
12 февраля 2019 года соглашение о переименовании Республики Македония в Республику Северная Македония официально вступило в силу.

## Евроинтеграция
В 1961 году Греция стала первой страной, которая не будучи членом ЕЭС, подписала соглашение об ассоциации с ЕЭС. Через 20 лет, в 1981 году, Греция стала членом Европейского союза (в то время Европейское экономическое сообщество). 1 января 2000 года Греция приняла нормативно-правовую базу Шенгенского соглашения, которое дало гражданам Греции право неограниченных поездок. 1 января 2001 года Греция присоединилась к экономическому валютному союзу, став двенадцатым полноправным членом Еврозоны.
Греция активно поддерживает будущее расширение ЕС (за исключением членства Турции и Республики Македонии). В частности, в 2010 году Греция выразила поддержку европейской перспективе Сербии. Одновременно в ноябре 2010 года президент Греции Каролос Папульяс в ходе визита в Болгарию заявил относительно БЮРМ:
Греция поддерживает решение, которое будет отражать историческую реальность региона… до тех пор, пока она (БЮРМ) настаивает на непримиримой своей позиции, двери НАТО и ЕС будут для неё закрыты, а процедуры присоединения к Европейскому союзу заморожены.
По поводу ассоциации Турции Каролос Папульяс в том же сообщении добавил:
Кипрский конфликт глубоко затрагивает греко-турецкие отношения и является основным препятствием для отношений ЕС с Турцией.

## Членство в НАТО
В 1952 году Греция вступила в блок НАТО, в 1953 году правительство Греции разрешило размещение на территории страны военных баз США и НАТО.

## Членство в международных организациях
Имея исключительно выгодное географическое положение в регионе, она пользуется многими дипломатическими, торговыми и политическими выгодами от международного сотрудничества. Греция — один из основных участников большинства крупных международных организаций, в частности: Банк международных расчётов, Организация черноморского экономического сотрудничества, Всемирная таможенная организация, Совет Европы, Совет Евро-Атлантического Сотрудничества, Европейский банк реконструкции и развития, Европейская экономическая комиссия ООН, Африканская экономическая комиссия ООН (ассоциация), Латино-Американская и Карибская экономическая комиссия ООН, Европейский инвестиционный банк, Экономический и монетарный союз Евросоюза, Европейский союз, Продовольственная и сельскохозяйственная организация ООН, МАГАТЭ, Международный банк реконструкции и развития, Международная организация гражданской авиации, Международная ассоциация развития, Международное энергетическое агентство, Международный фонд сельскохозяйственного развития, Международная финансовая корпорация, Международная организация труда, Международный валютный фонд, Международная морская организация, Интерпол, Международный олимпийский комитет, Международная организация по миграции, Международная организация по стандартизации, НАТО, Организация экономического сотрудничества и развития, ОБСЕ, ООН, Совет Безопасности ООН, Конференция ООН по торговле и развитию, ЮНЕСКО, Управление Верховного комиссара ООН по делам беженцев, Западноевропейский союз, ВОЗ, Всемирная метеорологическая организация, Всемирная организация интеллектуальной собственности.